# Musée d'Orsay
Musée d'Orsay (în română Muzeul d'Orsay) este un muzeu aflat în capitala Franței, Paris, situat pe cheiul stâng al Senei, în arondismentul 7. A fost inaugurat în 1986, fiind amenajat în clădirea Gării d'Orsay, care a fost reconfigurată între anii 1983-1986, pentru a putea găzdui muzeul. Colecțiile Muzeului d'Orsay constau în principal în opere din perioada 1848-1914, de artă plastică și sculptură, însă acesta prezintă și opere de artă decorativă, fotografie și arhitectură.
Muzeul deține cea mai mare colecție a impresioniștilor (aproximativ 440 de picturi) și post-impresioniștilor din lume, peste 900 de pânze dintr-un total de 3300. Aici se pot vedea capodopere ca Dejunul pe iarbă și Olympia de Édouard Manet, Originea lumii, O înmormântare la Ornans, Atelierul pictorului de Courbet sau seria catedralelor de la Rouen de Monet și Bal du moulin de la Galette de Renoir.

## Sculpturi în exterior

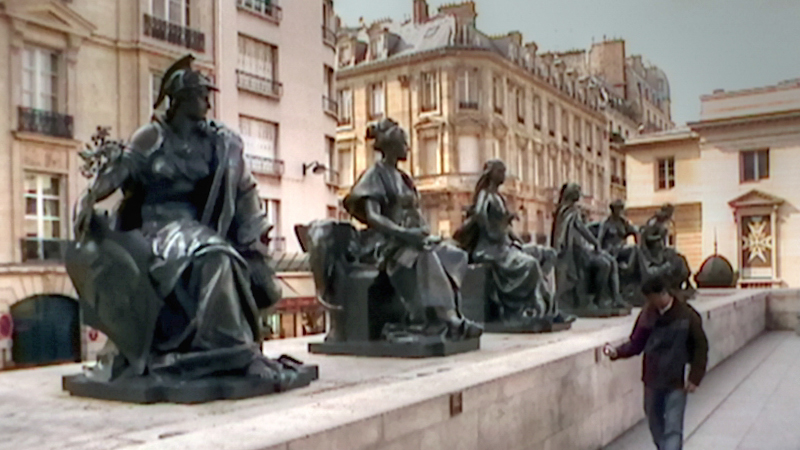
Sculpturi reprezentȃnd 6 continente

Pe esplanada muzeului sunt expuse 6 sculpturi din bronz, care reprezintă continentele planetei. 
De la stȃnga spre dreapta: Europa (autor: Alexandre Schoenewerk), Asia (Alexandre Falguière), Africa (Eugène Delaplanche), America de Nord (Ernest Eugène Hiolle), America de Sud (Aimé Millet), Oceania (Mathurin Moreau).

## Colecții

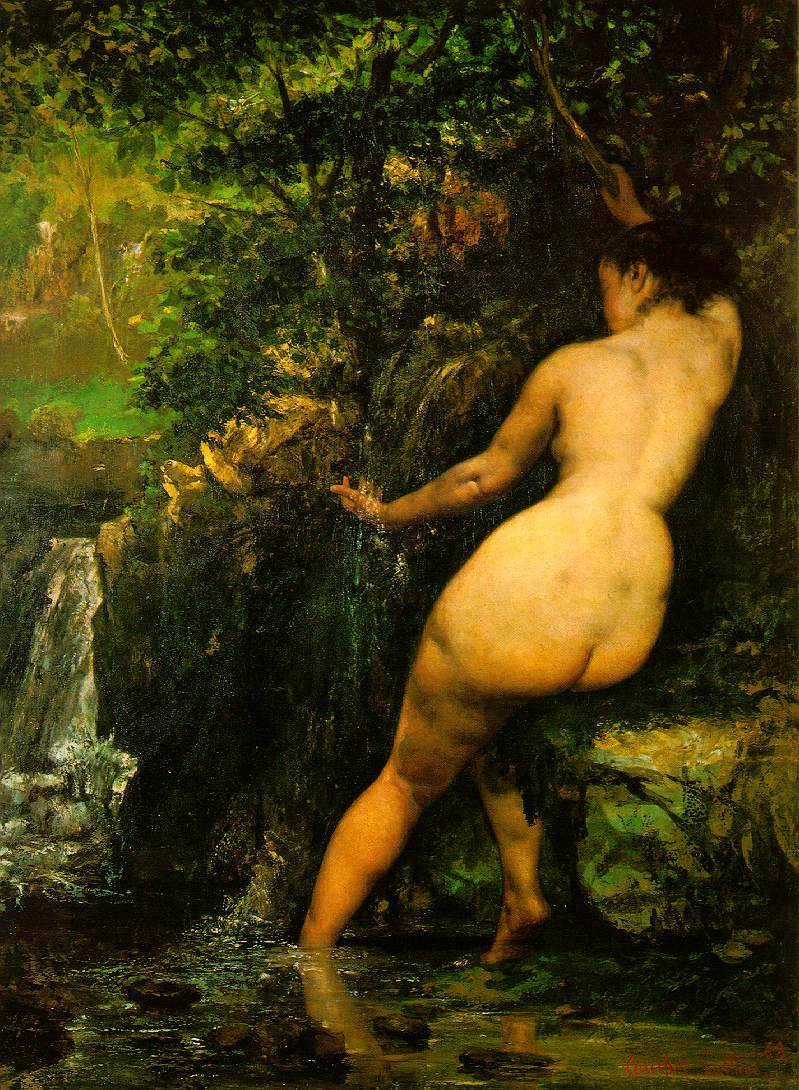
Gustave Courbet:
Izvorul, 1868

Pierre-Auguste Renoir:
Bal du moulin de la Galette, 1876

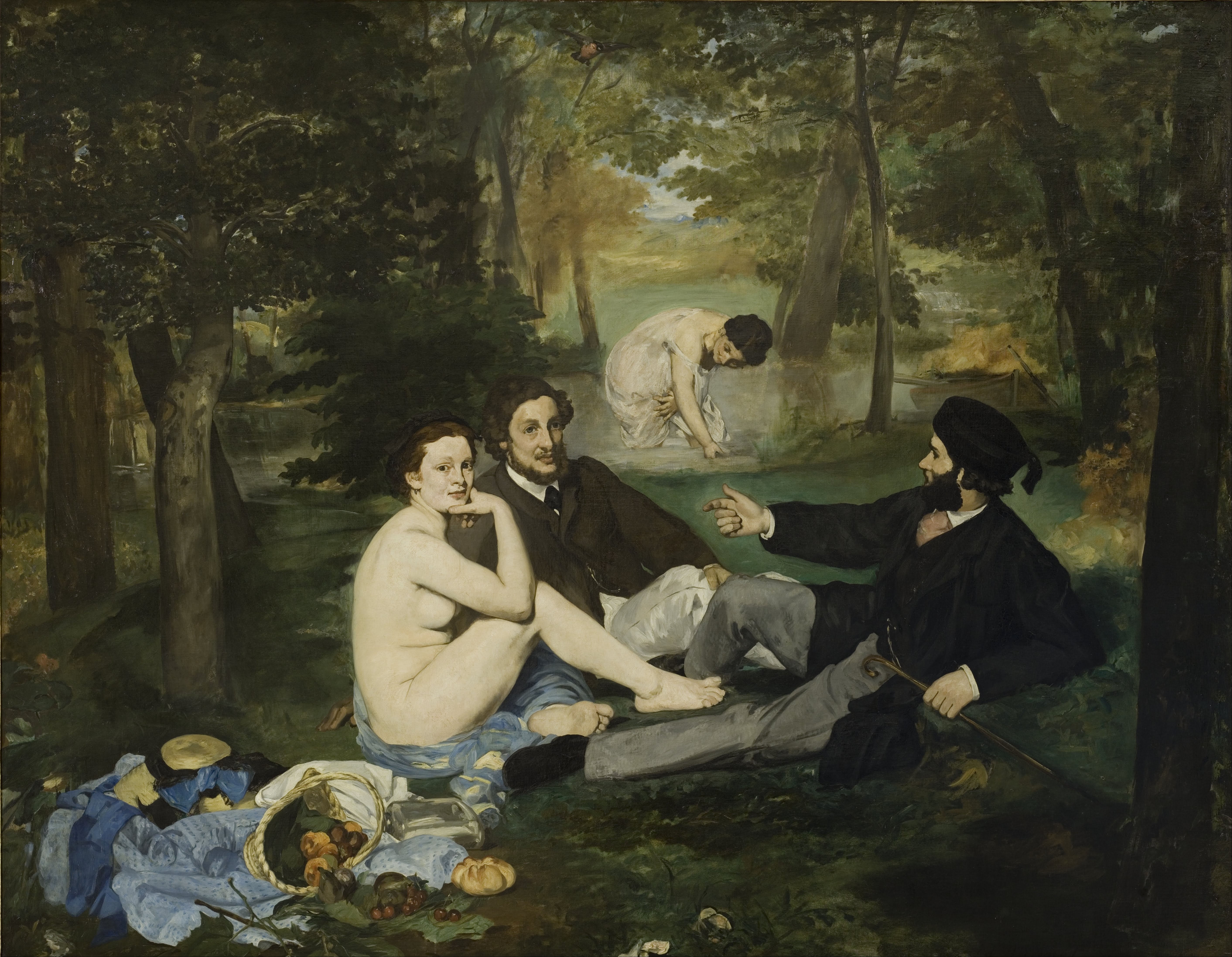
Édouard Manet
Dejunul pe iarbă, 1862-63

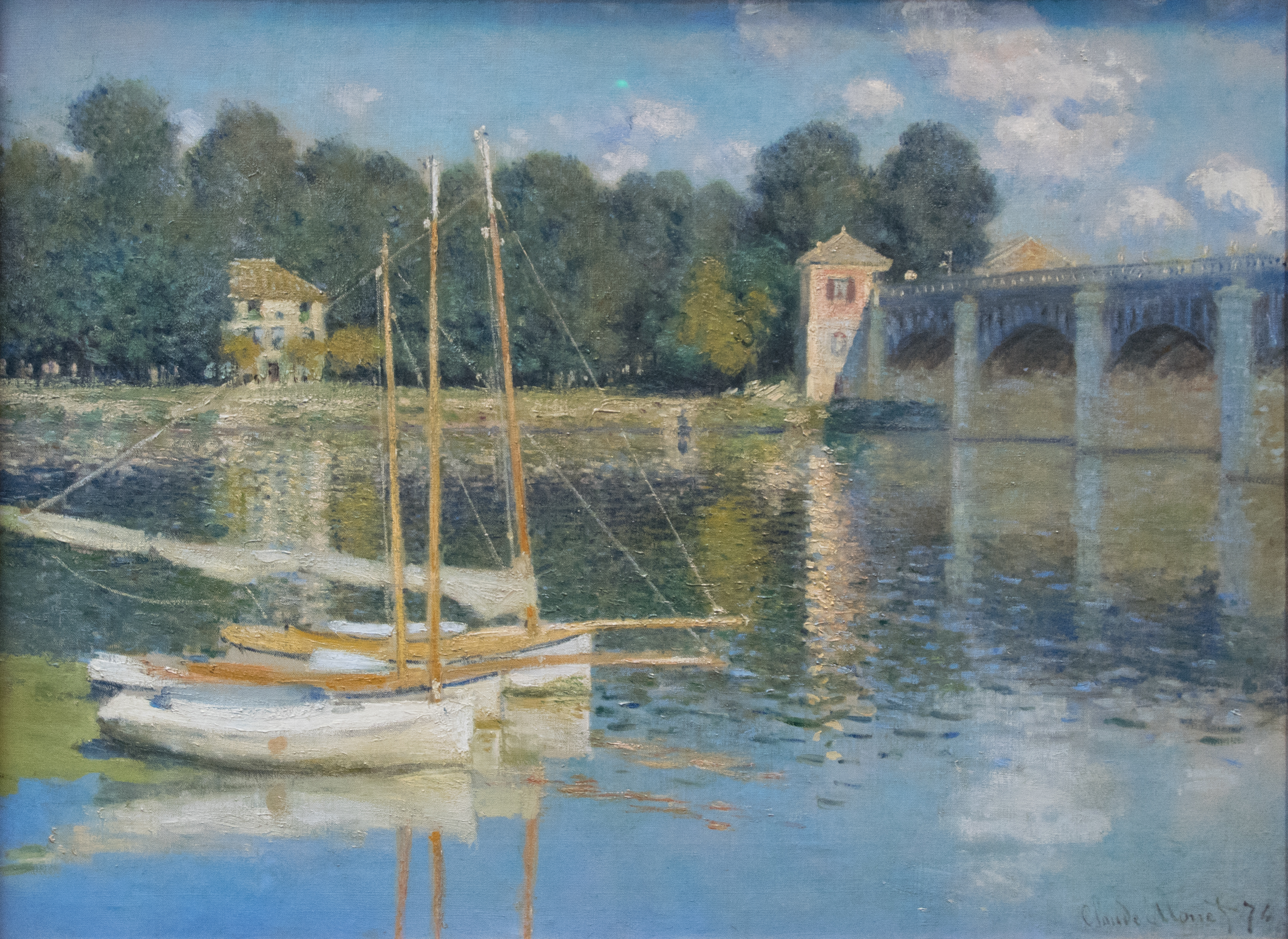
Claude Monet:
Le Pont d'Argenteuil, 1874

### Picturi: pictori majori și lucrări reprezentative
- Jean Auguste Dominique Ingres  – 4 picturi (colecția principală se află la Luvru)
- Eugène Delacroix  – 5 picturi (colecția principală se află la Luvru)
- Eugène Carrière – 86 picturi inclusiv The painting family, The sick child, Intimacy
- Théodore Chassériau  – 5 picturi (colecția principală se află la Luvru)
- Gustave Courbet – 48 picturi inclusiv Atelierul pictorului, O înmormântare la Ornans, Tânăr stând, Originea lumii
- Jean-François Millet – 27 picturi inclusiv Primăvară, Culegătoarele de spice
- Jean-Baptiste-Camille Corot – 32 picturi (colecția principală se află la Luvru) inclusiv O dimineață. Dansul nimfelor
- Johan Barthold Jongkind – 9 picturi
- Alexandre Cabanel – Nașterea lui Venus, Decesul Francescăi da Rimini și al lui Paolo Malatesta
- Jean-Léon Gérôme – Portret al baronesei Nathaniel de Rothschild, Primirea lui Condé la Versailles, Contesa de Keller
- Pierre Puvis de Chavannes – Tinere fete pe țărm, Mamă tânără, Vedere a Castelului Versailles și a Orangeriei
- Gustave Moreau – 8 picturi
- Honoré Daumier – 8 picturi
- Eugène Boudin – 33 picturi inclusiv Plaja Trouville
- Camille Pissarro – 46 picturi inclusiv Înghețul alb
- Édouard Manet – 34 picturi inclusiv Olympia, Balconul, Berthe Morisot cu un buchet de violete, Dejunul pe iarbă
- Berthe Morisot  – 9 picturi
- Edgar Degas – 43 picturi inclusiv Parada, Familia Bellelli, Cada, Portretul lui Édouard Manet, Portrete la Bursă, Absint
- Paul Cézanne – 56 picturi inclusiv Mere și portocale
- Claude Monet – 86 picturi (colecția principală se află la Muzeul Marmottan Monet) inclusiv Gara Saint-Lazare, Strada Montorgueil din Paris. Sărbătoare la 30 iunie 1878, Wind Effect, Series of The Poplars, Catedrala Rouen. Armonie în bleu, Nuferi în apă albastră
- Alfred Sisley – 46 picturi inclusiv Inundație la Port-Marly
- Armand Guillaumin –  44 picturi
- Frédéric Bazille – 6 picturi
- Mary Cassatt – 1 picturi
- Odilon Redon – 106 picturi inclusiv Caliban
- Pierre-Auguste Renoir – 81 picturi inclusiv Bal au moulin de la Galette, Montmartre
- Ferdinand Hodler – Der Holzfäller (Tăietorul de lemne)
- Gustave Caillebotte – 7 picturi inclusiv Răzuitorii de parchete
- Édouard Detaille – Visul
- Vincent van Gogh – 24 picturi inclusiv Autoportret, portret al prietenului său Eugène Boch, Siesta, Biserica din Auvers, View from the Chevet, Italianca, Noapte înstelată la Rhone, Portretul doctorului Gachet, Camera din Arles
- Paul Gauguin – 24 picturi inclusiv Tahitian Women on the Beach
- Henri de Toulouse-Lautrec – 18 picturi
- Eugène Jansson – Proletarian Lodgings
- Henri-Edmond Cross – 10 picturi inclusiv The Cypresses in Cagnes
- Paul Signac – 16 picturi inclusiv Women at the Well
- Théo van Rysselberghe – 6 picturi
- Félix Vallotton – Misia at Her Dressing Table
- Georges Seurat – 19 picturi inclusiv The Circus
- Édouard Vuillard – 70 picturi
- Henri Rousseau – 3 picturi
- Pierre Bonnard – 60 picturi inclusiv The Chequered Blouse
- Paul Sérusier – The Talisman, the Aven River at the Bois d'Amour
- Maurice Denis – Portrait of the Artist Aged Eighteen, Princess Maleine's Minuet or Marthe Playing the Piano, The Green Trees or Beech Trees in Kerduel, October Night (panel for the decoration of a girl's room)
- André Derain – Charing Cross Bridge, also known as Westminster Bridge
- Edvard Munch – 1 picturi
- Gustav Klimt – 1 picturi
- Piet Mondrian – 2 picturi
- James McNeill Whistler – 3 picturi inclusiv Arrangement in Grey and Black: The Artist's Mother, also known as Whistler's Mother
- William-Adolphe Bouguereau – 12 picturi inclusiv Nașterea lui Venus
- Cecilia Beaux – Sita și Sarita (Jeune Fille au Chat)

## Conducerea muzeului
Directorii muzeului, de la înființare până în prezent, au fost:
- Françoise Cachin: 1986–1994
- Henri Loyrette: 1994–2001
- Serge Lemoine: 2001–2008
- Guy Cogeval: martie 2008–prezent

## Lucrări selectate

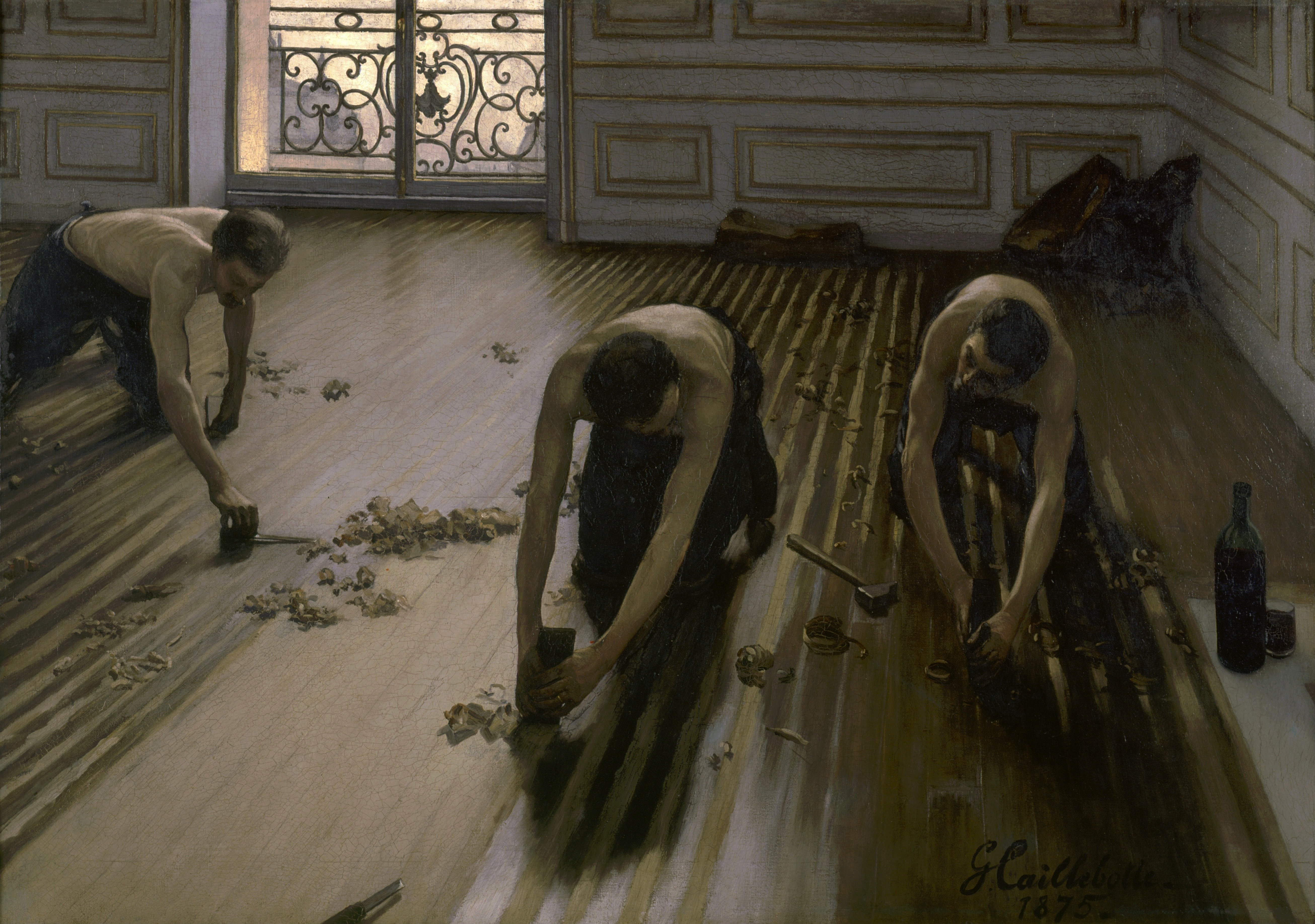
Gustave Caillebotte, Răzuitorii de parchete, 1875
Gustave Courbet, Originea lumii, 1866
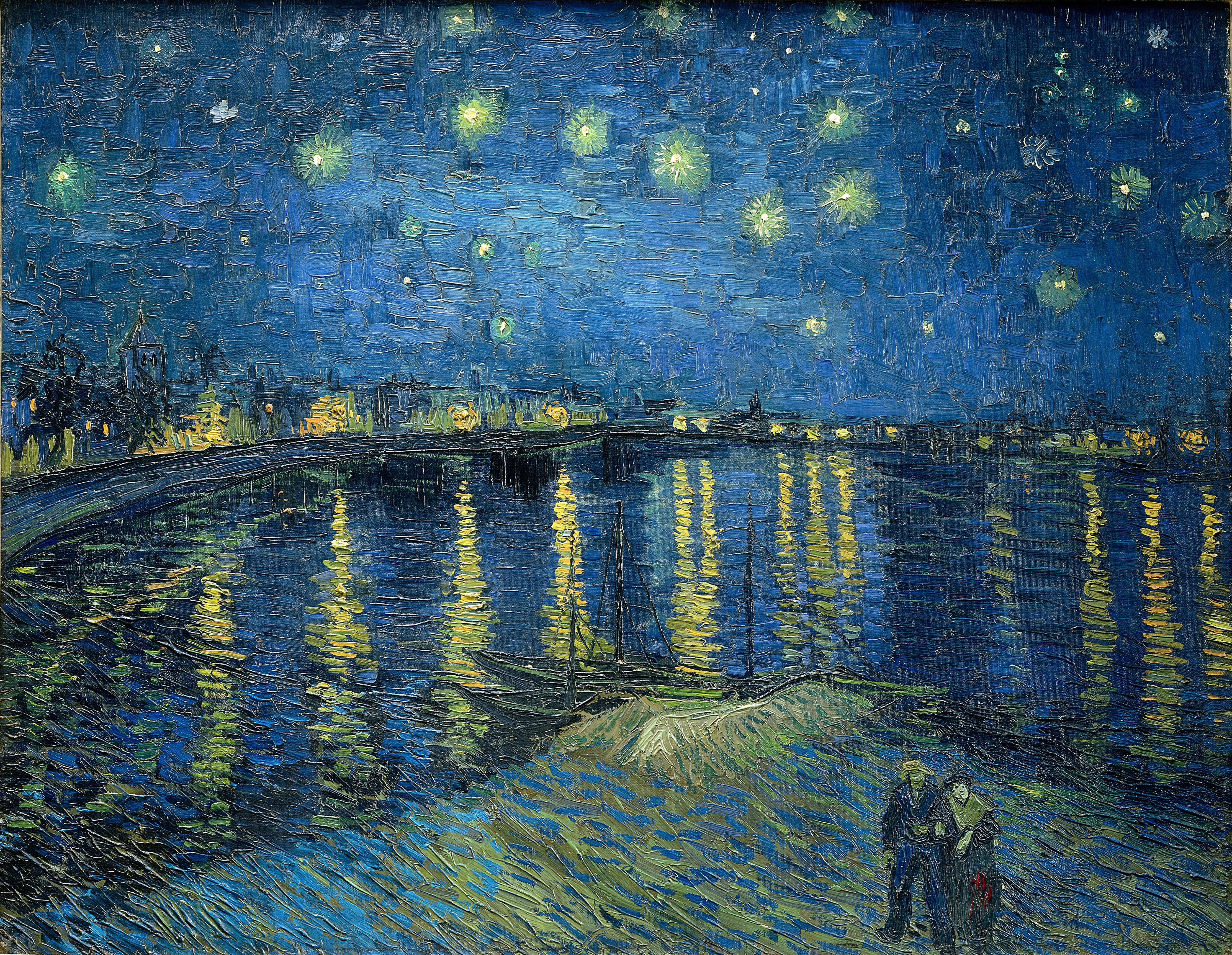
Vincent van Gogh, Nuit étoilée sur le Rhône, 1888
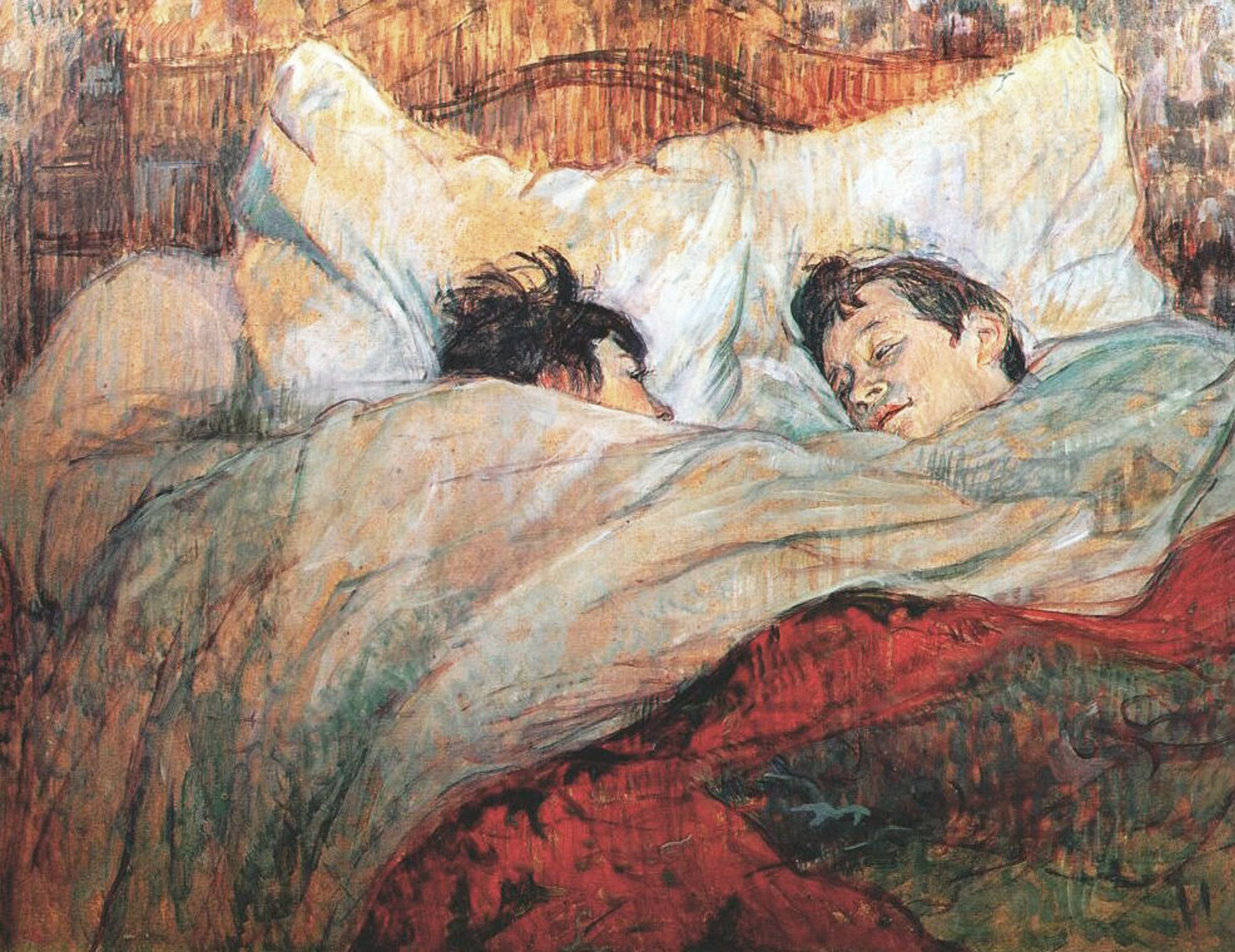
Henri de Toulouse-Lautrec, Patul, ca. 1892
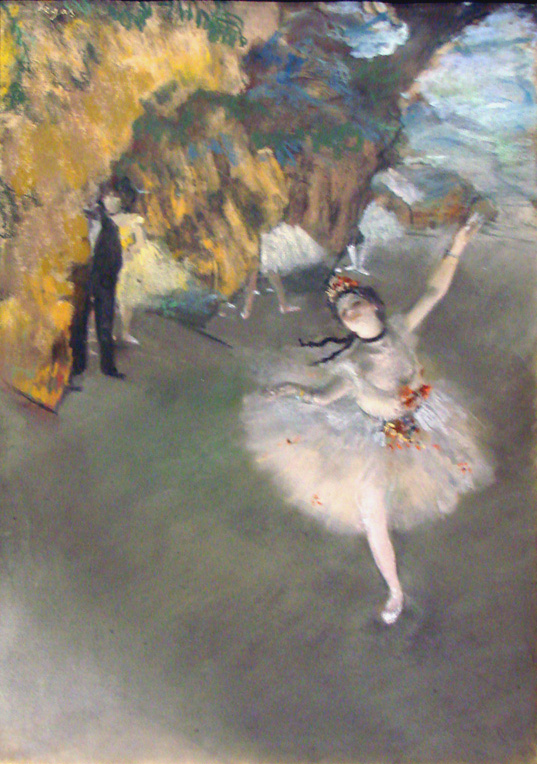
Edgar Degas, L’Étoile, ou la Danseuse sur Scène, 1878
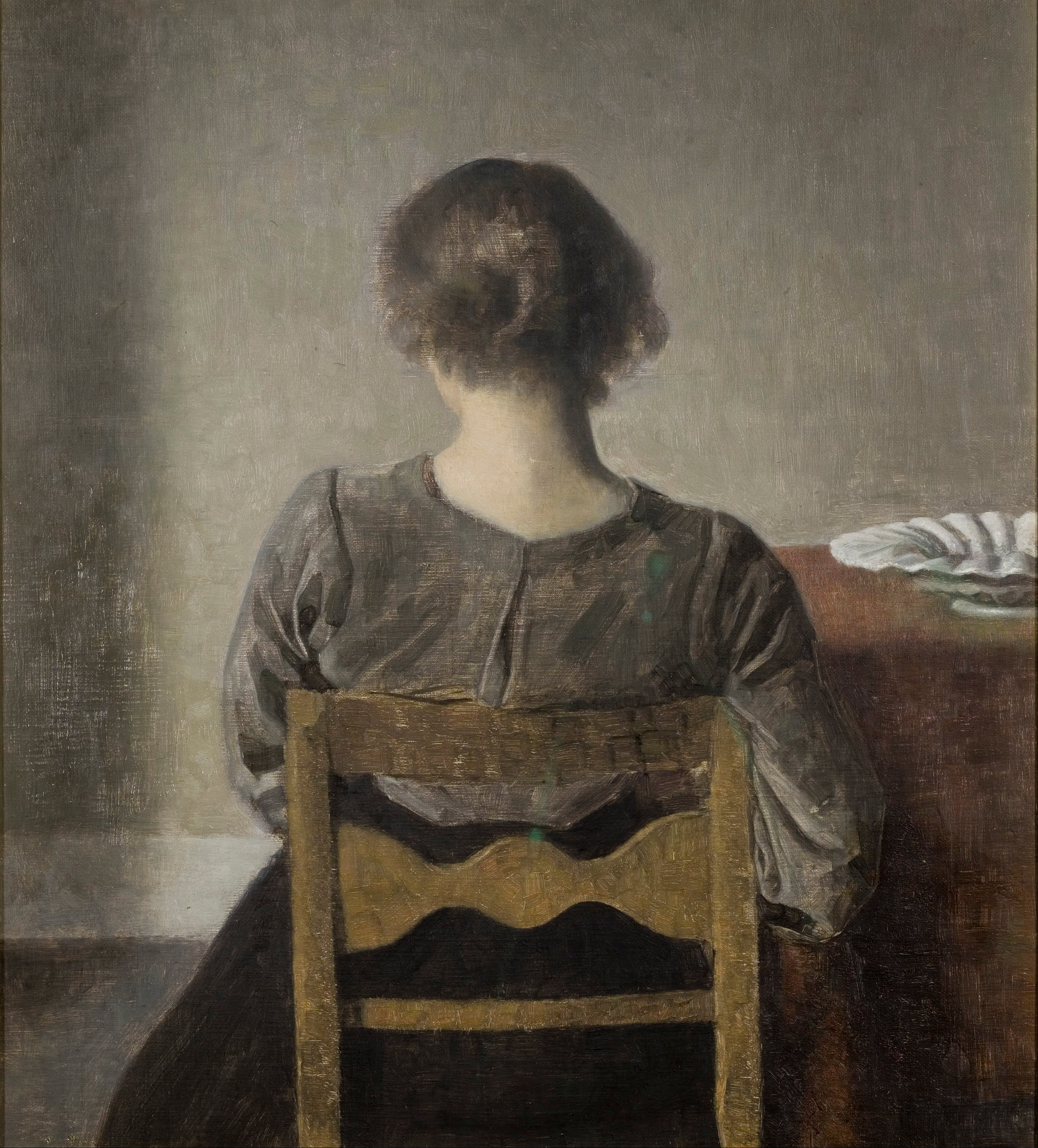
Wilhelm Hammershøi, Repaus, 1905
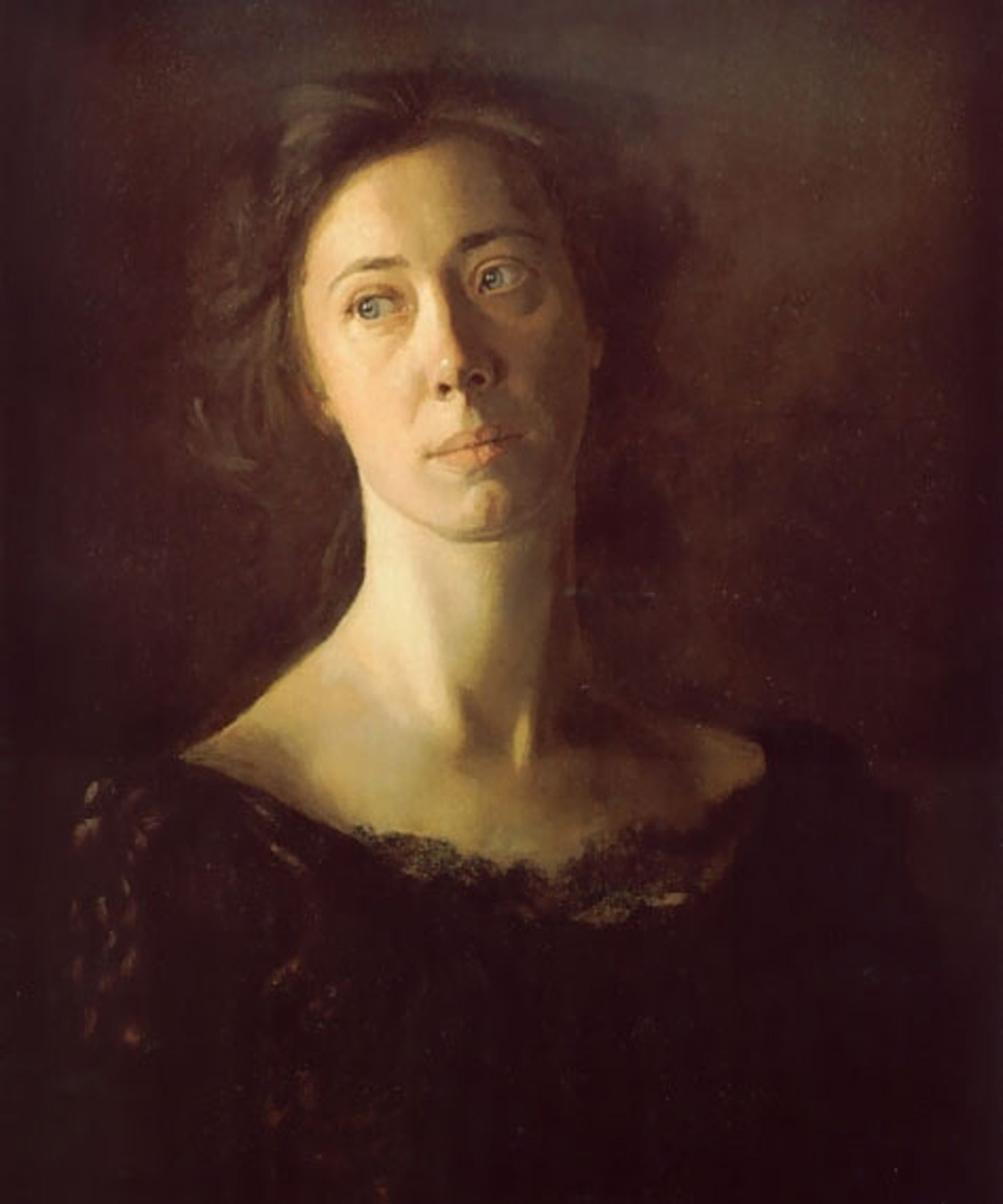
Thomas Eakins, Clara J. Mathe, ca.1900
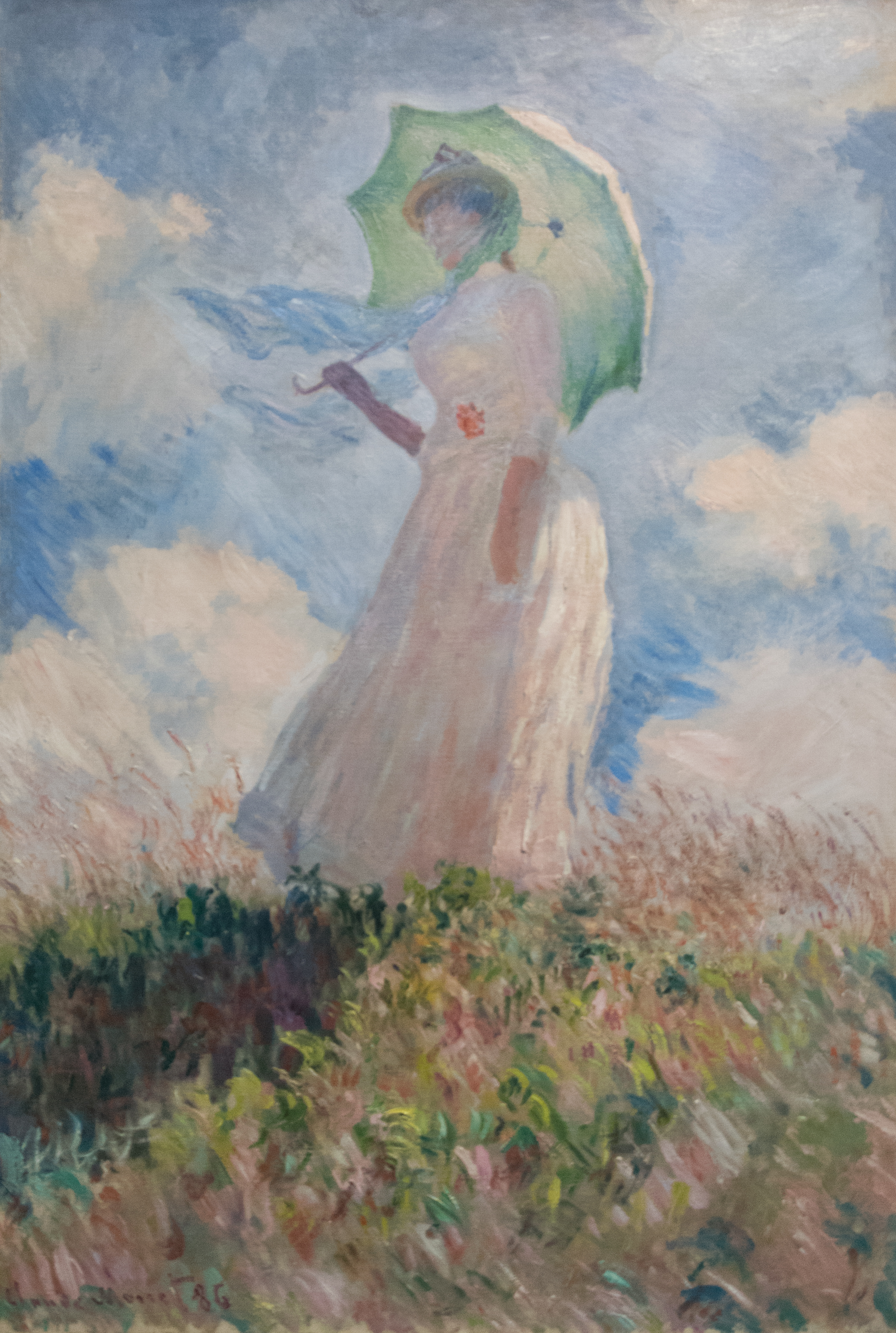
Claude Monet, Femeie cu umbrelă, 1886
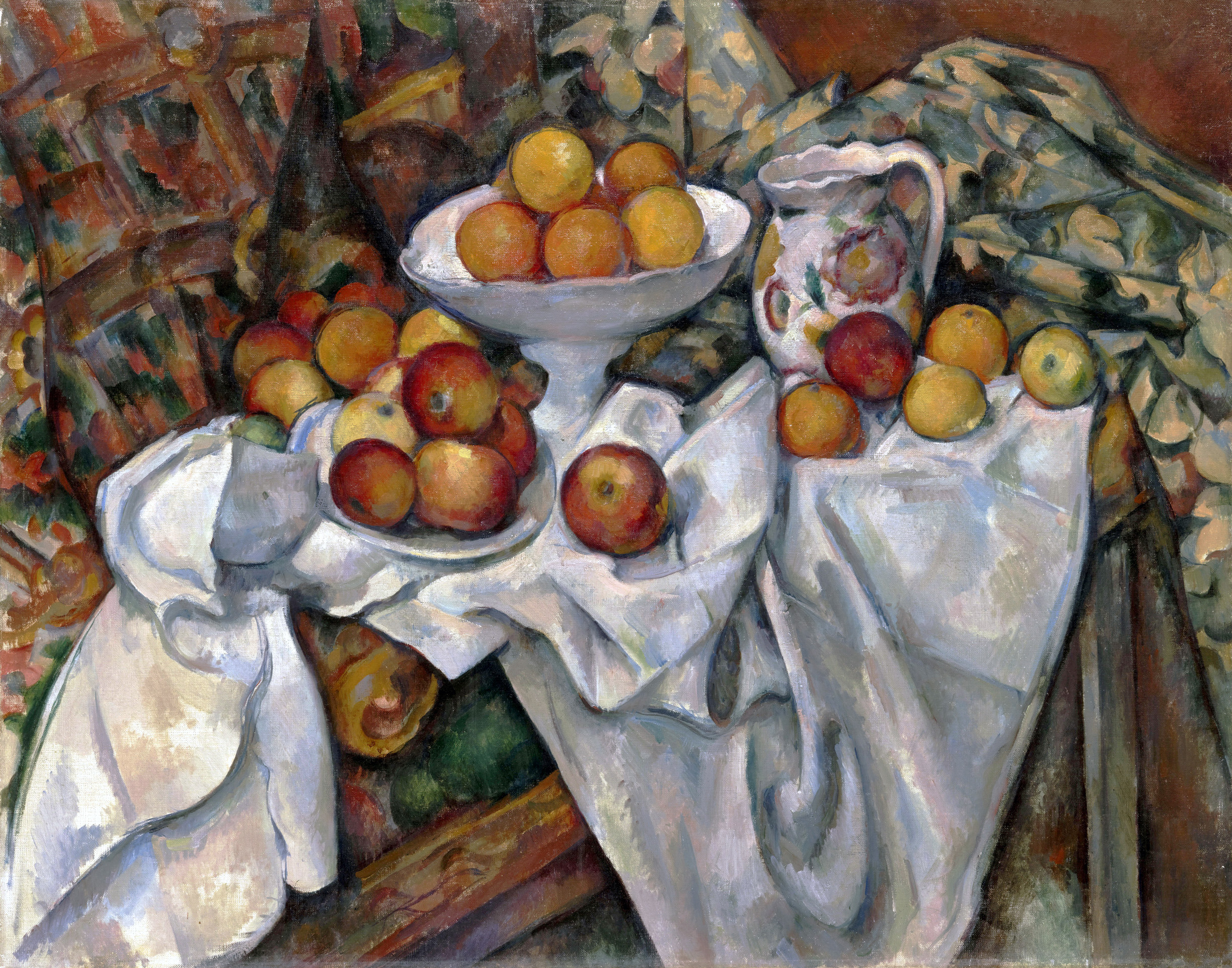
Paul Cézanne, Natură mortă cu mere și portocales, 1895-1900
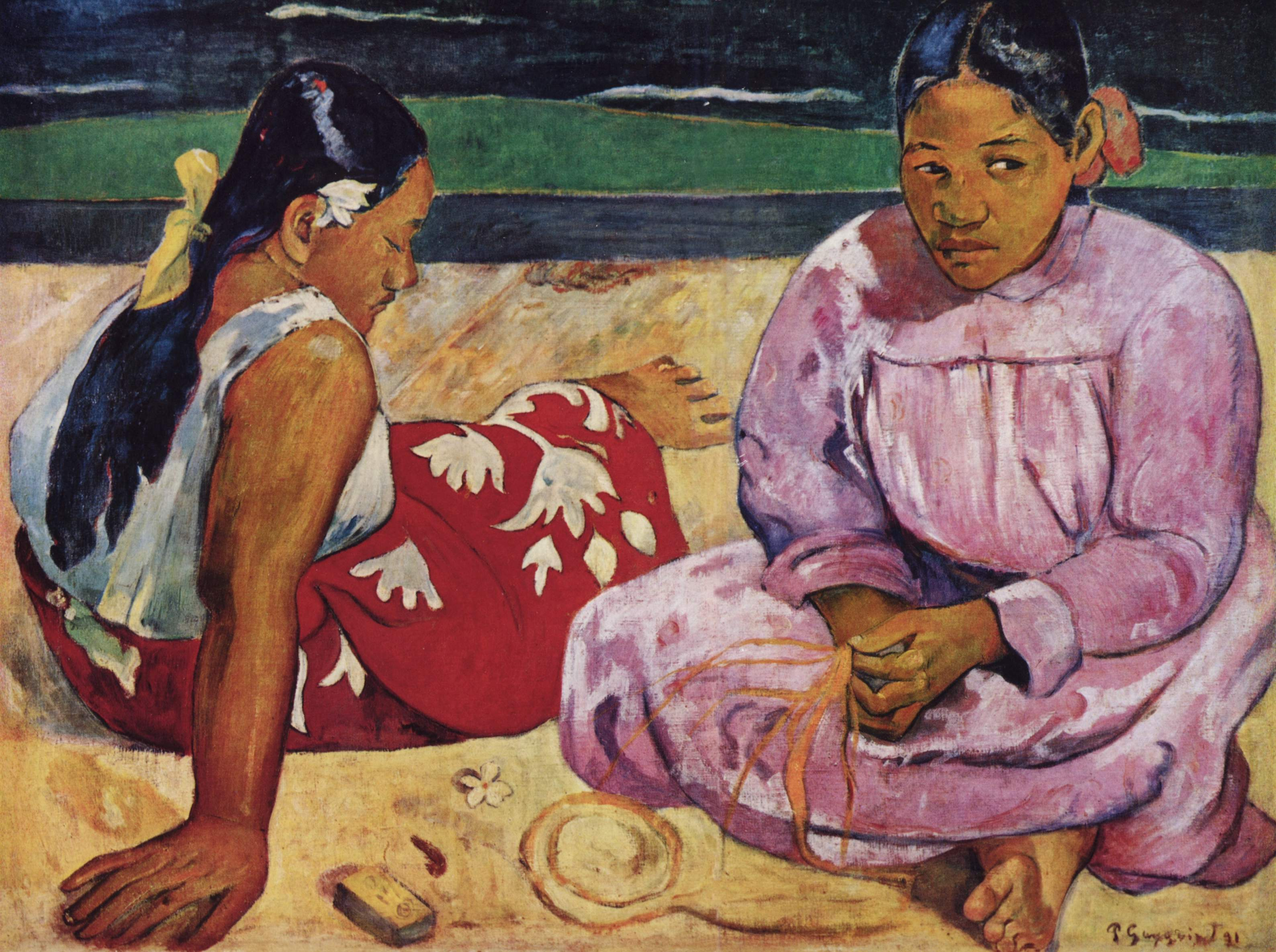
Paul Gauguin, Femei din Tahiti pe plajă, 1891
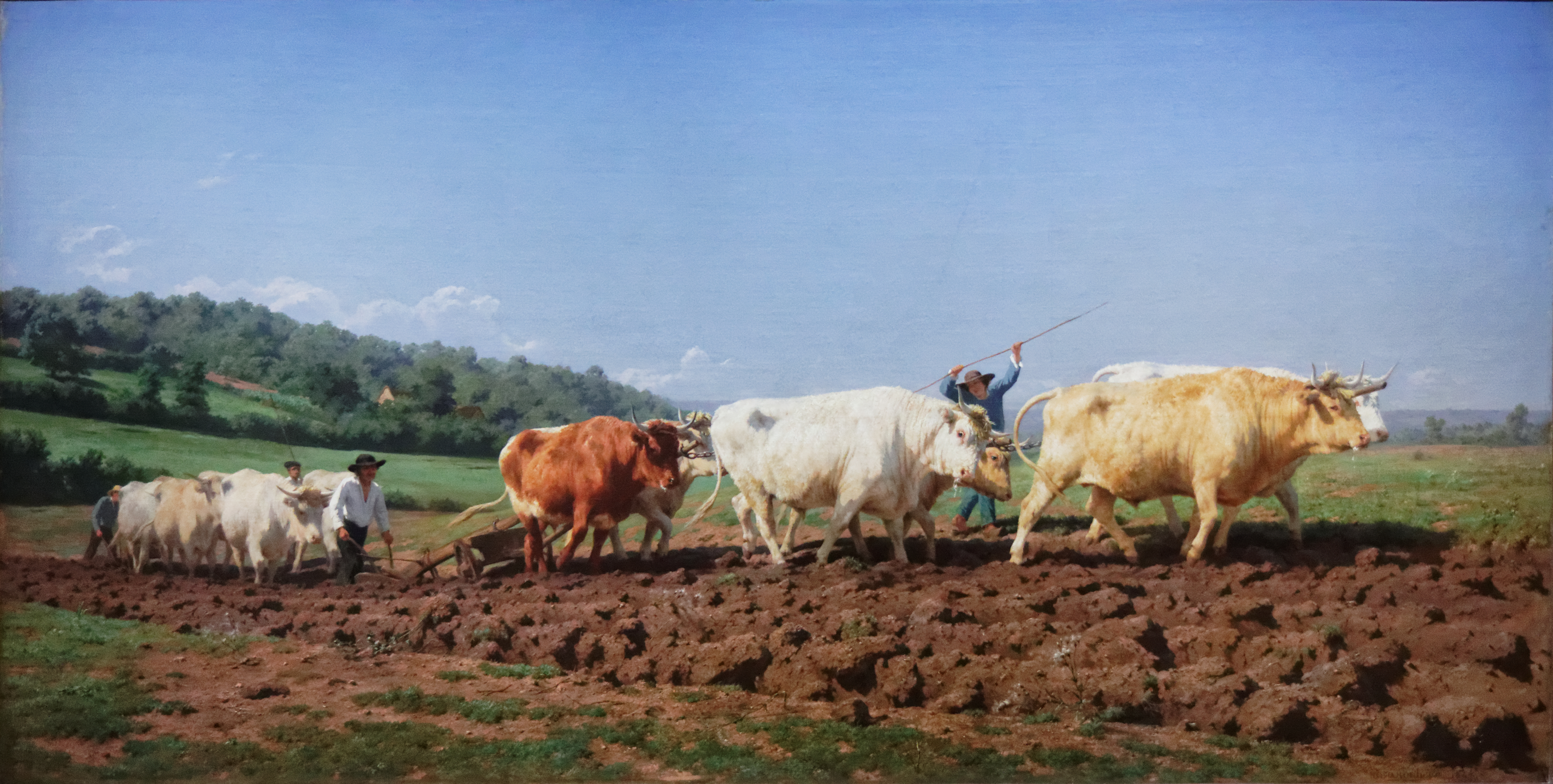
Rosa Bonheur, Labourage nivernais, 1849
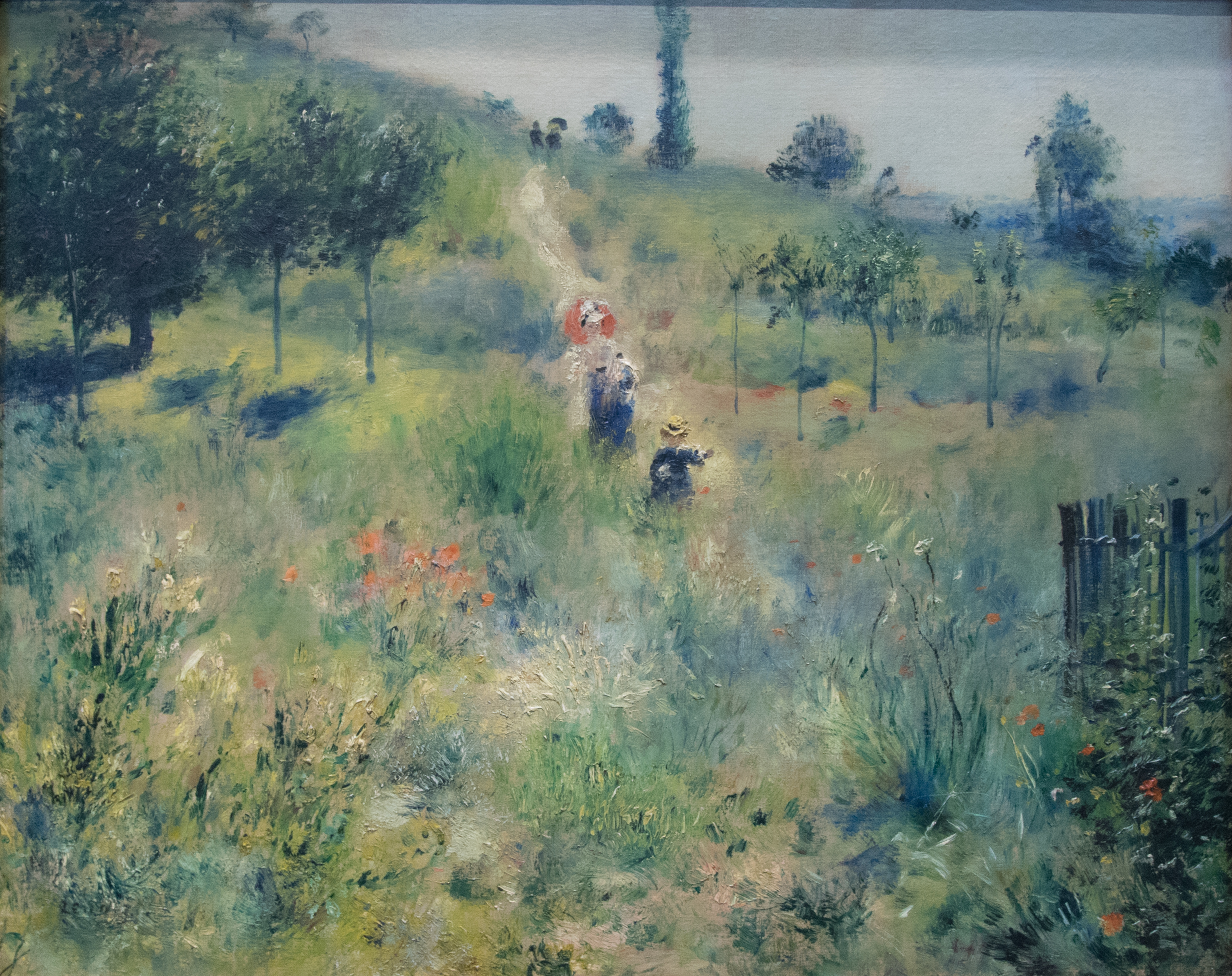
Renoir, Chemin montant dans les hautes herbes, 1876-1877